# Simulium mediovittatum
Simulium mediovittatum es una especie de insecto del género Simulium, familia Simuliidae, orden Diptera.
Fue descrita científicamente por Knab, 1916.